# Edward Scarf
Edward Scarf (Nueva Gales del Sur, Australia, 3 de noviembre de 1908-7 de enero de 1980), también llamado Eddie Scarf, fue un deportista australiano especialista en lucha libre olímpica donde llegó a ser medallista de bronce olímpico en Los Ángeles 1932.

## Carrera deportiva
En los Juegos Olímpicos de 1932 celebrados en Los Ángeles ganó la medalla de bronce en lucha libre olímpica estilo peso ligero-pesado, tras el estadounidense Peter Mehringer (oro) y el sueco Thure Sjöstedt (plata).